# Бассим Аббас
Бассим Аббас Гатеа Аль-Огайли (араб. باسم عباس كاطع العجيلي‎; 1 июля 1982, Багдад) — иракский футболист, защитник. Обладатель Кубка Азии 2007.

## Карьера
Свою профессиональную карьеру начал в 2000 году в клубе «Аль-Талаба». Позже он зарекомендовал себя как один из самых надёжных и лучших защитников Ирака. В 2004 году перешёл в иранский «Эстеглаль Ахваз». В том же сезоне он вернулся в «Аль-Талабу», где отыграл еще год. С 2006 года он играл в клубах «Аль-Неймех», «Аль-Араби» и «Умм-Салаль». В 2008 году вновь вернулся в «Аль-Талабу». После выступал в Турции за «Диярбакырспор» и «Коньяспор». После Турции долгое время играл за «Аманат Багдад». Последними клубами в его карьере были «Аль-Кахраба» и «Аль-Шорта».
Впервые за сборную Ирака сыграл на чемпионате Азии по футболу до 19 лет в 2000 году. 14 сентября 2001 года Аббас дебютировал в основном составе сборной Ирака в товарищеском матче против Катара. В 2004 году он принял участие в Кубке Азии, где Ирак вылетел на стадии четвертьфинала. Аббас сыграл в четырёх матчах турнира против Узбекистана, Туркменистана, Саудовской Аравии и Китая. Он принимал участие в Олимпийских играх 2004 года в Афинах, и занял вместе с командой 4-е место. На турнире Аббас сыграл в двух матчах группового этапа против Португалии и Коста-Рики, в четвертьфинальном матче против Австралии, полуфинальном матче против Парагвая и в матче за бронзу против Италии. В 2007 году стал обладателем Кубка Азии, где сыграл важнейшую роль в успехе своей команды, благодаря чему был признан лучшим защитником турнира, а также вошёл в символическую сборную по итогам турнира. Аббас принял участие в Кубке конфедераций 2009 года, где Ирак не вышел из группы. 11 октября 2012 года сыграл свой последний матч за сборную против Бразилии.

## Достижения
- Олимпийские игры
  - 4 место 2004
- Кубок Азии
  - Победитель 2007
- Чемпионат Ирака
  - Чемпион 2001/02
- Кубок Ирака
  - Победитель 2001/02, 2002/03
- Суперубок Ирака
  - Победитель 2002
- Кубок эмира Катара
  - Победитель 2007/08